# ویلیام جیکاب هالند
ویلیام جیکاب هالند (انگلیسی: William Jacob Holland؛ ۱۶ اوت ۱۸۴۸ – ۱۳ دسامبر ۱۹۳۲) دیرین‌شناس، جانورشناس و استاد دانشگاه اهل ایالات متحده آمریکا بود.

## زندگی‌نامه
هالند در ۱۶ اوت ۱۸۴۸ در جامائیکا، هند غربی، پسر کشیش فرانسیس آر هالند و همسرش، الیزا آگوستا وول، به دنیا آمد.
او سال‌های اولیه‌اش را در سیلم، کارولینای شمالی گذراند، بعداً در مدرسه‌ پسرانه موراویایی در پنسیلوانیا رفت و به دنبال آن در کالج آمهرست، (AB، 1869) تحصیل کرد. در آمهرست هالند هم اتاقی دانش‌آموزی از ژاپن بود که باعث شد هالند به زبان ژاپنی علاقه‌مند شود و آن زبان را قبل از اینکه در ایالات متحده امری رایج باشد، یاد بگیرد.